# Derby County F.C.
Derby County er en engelsk fodboldklub fra Derby, der spiller i Championship. Klubben har tidligere været engelsk mester to gange i 1972 og 1975. Klubben har også vundet FA Cuppen en gang i 1946. Klubben er stiftet i 1884 og var i 1888 med til at stifte The Football League.
Klubbens ærkerivaler er Nottingham Forest. I 2002 rykkede klubben ned fra Premier League og forsøgte i flere år at vende tilbage. I 2007 lykkedes det klubben at komme tilbage til Premier League efter en 1-0-play-off-sejr over West Bromwich Albion, men sæsonen efter rykkede klubben ned igen.
Både Mikkel Beck, Jacob Laursen, Morten Bisgaard og Martin Albrechtsen har tidligere spillet i Derby.
I sæsonen 2007-08 satte holdet rekord som det hold med færrest point nogensinde i Premier League med 11 point i 38 kampe og det blev kun til en enkelt sejr (1-0 over Newcastle United i september 2007).
I september 2021 blev Derby County fratrukket 12 point på grund af uregelmæssigheder i økonomien. Point-fratrækkelsen blev øget med yderligere 9 point i november samme år. Derby afsluttede sæsonen på en 23. plads i The Championship med 34 point og rykkede sammen med Peterborough United og Barnsley ned i League One.